# Cachoeira dos Índios
Cachoeira dos Índios é um município brasileiro no extremo oeste do estado da Paraíba, localizado na Região Geográfica Imediata de Cajazeiras. De acordo com o IBGE (Instituto Brasileiro de Geografia e Estatística), no ano de 2010 sua população foi contada em 9 546 habitantes. Área territorial de 173 km².

## História
A ocupação das terras que deram origem ao município remonta a 1905, com a compra de uma propriedade por Manoel Cândido, que ali se estabeleceu com sua esposa Maria Madalena Cândido. A partir daí outras famílias iniciaram o povoamento do local, inicialmente chamado de Catingueira. Em 1920 foi eleita a primeira capela, com doações de D. Maria Madalena.
O distrito foi criado com a denominação de Cachoeira dos Índios, por ato anterior a 2 de março de 1938 e pelo decreto estadual nº 29, de 22 de novembro de 1939. Em divisão territorial datada de 1-VII-1950, o distrito de Cachoeira do Índios figura no município de Cajazeiras. O município com a denominação de Cachoeira dos Índios foi criado pela lei estadual, de 26 de novembro de 1961, desmembrado de Cajazeiras, instalado em 30 de dezembro de 1961. Em 1964, foram criados os distritos de Balanços, Fátima e São José de Marimbas e anexados ao município. Assim, atualmente o município é constituído destes três distritos e mais o distrito-sede.

## Geografia
Cachoeira dos Índios situa-se na unidade geoambiental da Depressão Sertaneja.
A vegetação é a caatinga xerofítica, com presença de cactáceas, arbustos e arvores de pequeno a médio porte.
O município está incluído na área geográfica de abrangência do semiárido brasileiro, definida pelo Ministério da Integração Nacional em 2005. Esta delimitação tem como critérios o índice pluviométrico, o índice de aridez e o risco de seca. O regime pluviométrico é irregular.
Cachoeira dos Índios está nos domínios da bacia hidrográfica do Rio Piranhas, sub-bacia do Rio do Peixe. Os principais cursos d’ água são os riachos do Cipó, da Serra, da Ipueira, do Meio, Cachoeira da Vaca, da Taboca, das Marimbas e o córrego do Serrote, todos de regime intermitente.
| Dados climatológicos para Cachoeira dos Índios | Dados climatológicos para Cachoeira dos Índios | Dados climatológicos para Cachoeira dos Índios | Dados climatológicos para Cachoeira dos Índios | Dados climatológicos para Cachoeira dos Índios | Dados climatológicos para Cachoeira dos Índios | Dados climatológicos para Cachoeira dos Índios | Dados climatológicos para Cachoeira dos Índios | Dados climatológicos para Cachoeira dos Índios | Dados climatológicos para Cachoeira dos Índios | Dados climatológicos para Cachoeira dos Índios | Dados climatológicos para Cachoeira dos Índios | Dados climatológicos para Cachoeira dos Índios | Dados climatológicos para Cachoeira dos Índios |
| Mês                                            | Jan                                            | Fev                                            | Mar                                            | Abr                                            | Mai                                            | Jun                                            | Jul                                            | Ago                                            | Set                                            | Out                                            | Nov                                            | Dez                                            | Ano                                            |
| ---------------------------------------------- | ---------------------------------------------- | ---------------------------------------------- | ---------------------------------------------- | ---------------------------------------------- | ---------------------------------------------- | ---------------------------------------------- | ---------------------------------------------- | ---------------------------------------------- | ---------------------------------------------- | ---------------------------------------------- | ---------------------------------------------- | ---------------------------------------------- | ---------------------------------------------- |
| Precipitação (mm)                              | 133                                            | 165,4                                          | 222,2                                          | 178,4                                          | 70,6                                           | 28,4                                           | 15,3                                           | 3,8                                            | 3,4                                            | 10,1                                           | 19                                             | 45,1                                           | 896                                            |
| Fonte: Atlas Pluviométrico da Paraíba          |                                                |                                                |                                                |                                                |                                                |                                                |                                                |                                                |                                                |                                                |                                                |                                                |                                                |